# Sylfik strojny
Sylfik strojny (Lophornis ornatus) – gatunek małego ptaka z rodziny kolibrowatych (Trochilidae), podrodziny paziaków. Występuje w północnej i północno-wschodniej części Ameryki Południowej. Nie jest zagrożony wyginięciem.

## Taksonomia
Po raz pierwszy gatunek opisał Pieter Boddaert w 1783. Holotyp pochodził z Kajenny. Boddaert nadał sylfikowi strojnemu nazwę Trochilus ornatus. Obecnie (2020) Międzynarodowy Komitet Ornitologiczny umieszcza gatunek w rodzaju Lophornis pod nazwą L. ornatus; jednocześnie uznaje go za takson monotypowy.

## Morfologia
Długość ciała wynosi 68–70 mm. Masa ciała mieści się w przedziale 2,3–2,8 g. Wymiary szczegółowe: długość skrzydła u samca 39–40 mm (n=5), samic – 37–39 mm (n=5); długość dzioba – około 10 mm. Długość ogona (jeden okaz z kolekcji Fredericka Vavasoura McConnella): 30 mm.
Występuje dymorfizm płciowy. U samca można dostrzec jaskrawy, pomarańczowy czub. Z każdego policzka wyrasta pęczek długich pomarańczowych piór, każde na końcu zdobi zielona kropka. Czoło, boki głowy, kark i grzbiet porastają zielono opalizujące pióra. Przez kuper przebiega biały pas. Na gardle zieleń zyskuje na intensywności. Zarówno sterówki, jak i pióra skrzydeł są czarnofioletowe. Od spodu sterówki wyglądają na rdzawe. U samicy brak ozdobnego czuba i pęczków piór. Ponadto wyróżnia ją rdzawe gardło i rudy spód ciała. Młode osobniki przypominają samice, jednak niekiedy na gardle występują czarniawe plamki.

## Zasięg występowania
BirdLife International szacuje całkowity zasięg występowania sylfika strojnego na 1,31 mln km². Obszar występowania obejmuje centralną, wschodnią i północną Wenezuelę (także pobliski Trynidad), Gujanę, Surinam, Gujanę Francuską i północną Brazylię (północna część stanu Roraima oraz stan Amapá).

## Ekologia
Środowiskiem życia sylfików strojnych są obrzeża wilgotnych lasów, położonych na obszarach do wysokości 950 m n.p.m.; najchętniej zamieszkują powyżej 500 m n.p.m. Zasiedlają także obszary przekształcone przez człowieka – obszary upraw i ogrody; wśród plantacji zdają się wybierać te, gdzie uprawiana jest nikla indyjska. Spotkać je można również na sawannach. Podobnie jak inne kolibry, L. ornatus żywi się głównie nektarem, ale zjada także owady. Wśród kwiatów wybiera najprawdopodobniej te, które zapylane są głównie nie przez kolibry, a owady lub inne zwierzęta. Żeruje na kwiatach z następujących rodzin: akantowate, trojeściowate, astrowate, wilczomleczowate, jasnotowate, marantowate, marzanowate i werbenowate. Często widywany jest przy kwiatach Asclepias curassavica, werbeny i nikli indyjskiej. Ptaki tego gatunku wolą odwiedzać rozproszone w środowisku kwitnące rośliny, zamiast bronić np. pojedynczego skupiska kwitnących krzewów. Nie są zbyt agresywne na swoim terytorium; choć mogą zaangażować się w spór z osobnikiem innego gatunku, zwykle go przegrywają.

### Lęgi
Zaloty odbywają się podobnie jak u innych kolibrów – samiec leci obok samicy torem przypominającym kształtem literę U. Nie angażuje się w budowę gniazda czy opiekę nad młodymi. Na Trynidadzie okres lęgowy przypada na porę suchą, w Gujanie trwa od stycznia do kwietnia lub od grudnia do marca. Biologia rozrodu jest słabo poznana. Dwa zbadane gniazda z Trynidadu miały kształt kubeczka zbudowanego z puchu roślinnego, a umieszczone były na niskiej gałęzi nikli indyjskiej. W zniesieniu 2 jaja o wymiarach około 12,5 na 9 mm. Skorupka biała.

## Status zagrożenia
IUCN uznaje sylfika strojnego za gatunek najmniejszej troski (LC, Least Concern) nieprzerwanie od 1988. Liczebność światowej populacji nie została oszacowana, ale ptak ten opisywany jest jako niezbyt pospolity (uncommon). Ze względu na brak dowodów na spadki liczebności bądź istotne zagrożenia dla gatunku BirdLife International uznaje trend liczebności populacji za stabilny.